# 札幌市豊平川さけ科学館

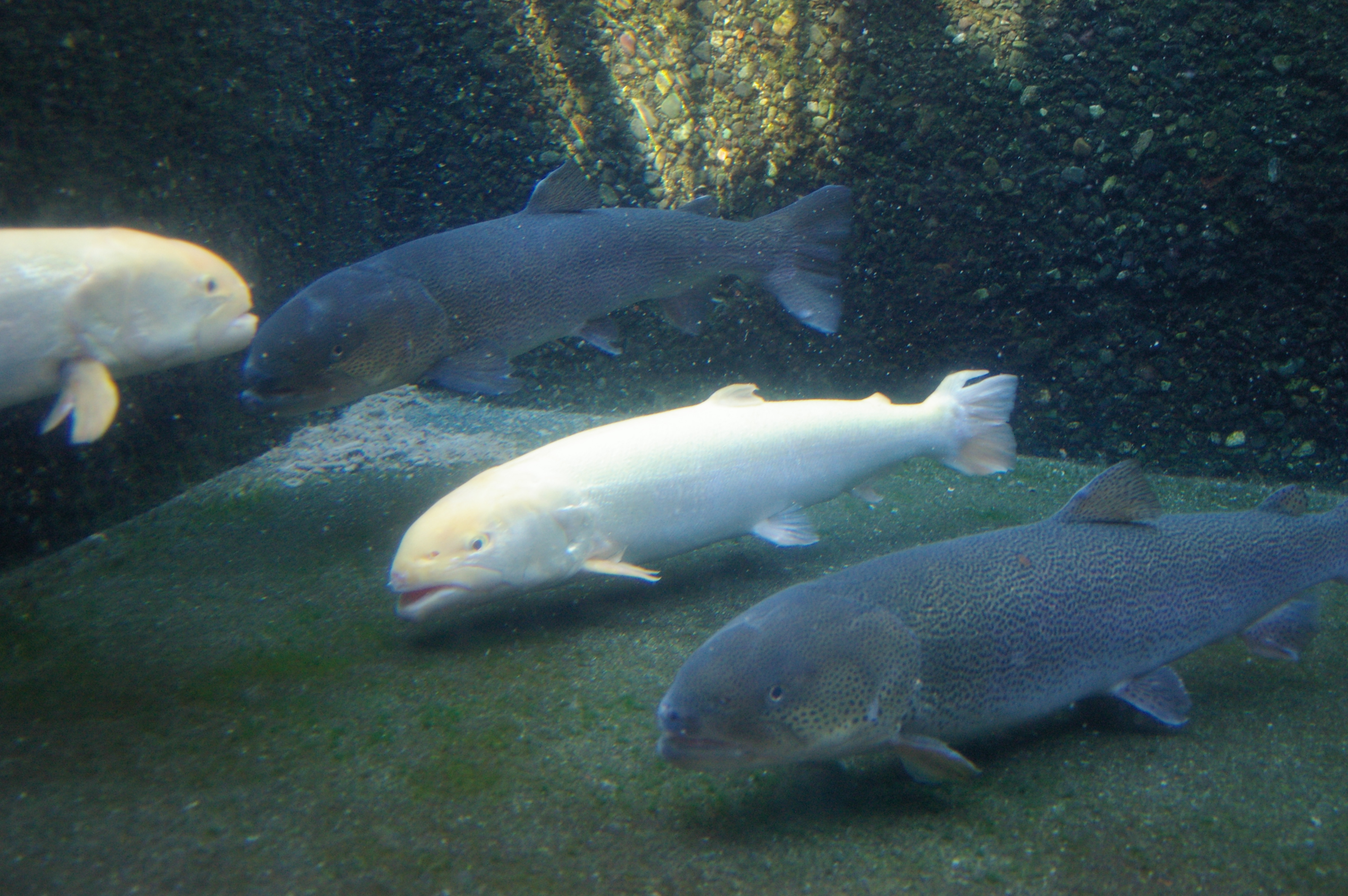
イトウとアルビノイトウ

札幌市豊平川さけ科学館（さっぽろしとよひらがわさけかがくかん）は、北海道札幌市南区真駒内公園内にある、サケ回帰事業と自然知識普及を目的とする博物館、科学館。「さけ科学館」と略されることが多い。建物は北海道を代表する建築家の田上義也の設計によるものであり、公益財団法人札幌市公園緑化協会が指定管理者として運営する。

## 概要
真駒内公園の北の端近く、真駒内川のそば、豊平川に近い位置にある。本館、さかな館、実習棟の三つの建物を中心にしている。さかな館は1986年（昭和61年）、実習館は2003年（平成15年）に建てられた。
さけ科学館は、1979年（昭和54年）に始まった豊平川へのサケ稚魚放流の成功を受けて、1984年（昭和59年）に開設した。科学館では毎年産卵に遡ってきたサケを捕らえて卵を採り、孵化させ、稚魚を放流している。放流先は、豊平川と真駒内川である。科学館でははじめ豊平川の床止めの堰で遡行を妨げられたサケを捕らえて採卵していた。魚道が整備されて鮭が通りやすくなると捕獲が難しくなり、1998年（平成10年）からは千歳川のサケから採卵している。
サケ類と、札幌市内にいる水生生物を飼育、展示する。2003年度の入館者は7万3196人であった。うち団体利用者は1万6152人で、さらにそのうち香港・台湾からの観光が5404人あり、他には小学校、幼稚園・保育園、市民見学会・町内会がめだった。野外でのさかなウォッチングやサーモンウォッチング、サケの採卵実習などを毎年催す。
また、札幌近辺の魚など水生生物の調査を行っている。

## 沿革
- 1984年（昭和59年）
  - 6月4日：札幌市議会で豊平川さけ科学館条例が可決される[2]。
  - 9月14日：本館・飼育池・付帯施設が竣工する[2]。
  - 10月6日：開館[2]。当初はシロザケのみを展示[3]。
- 1985年（昭和60年）
  - 6月8日：観察池が竣工する[2]。
  - 「豊平川サケ壮行会」の事業を引き継ぐ（※1988年（昭和63年）に「サケ稚魚体験放流」へ改称）[3]。
- 1986年（昭和61年）10月20日：さかな館が竣工する[2]。
- 1996年（平成8年）2月29日：濾過設備が竣工する[2]。
- 2003年（平成15年）
  - 3月28日：実習棟が竣工する[2]。
  - 8月24日：累計来館者が200万人となる[3]。
- 2004年（平成16年）
  - 2月12日：紀宮が来館する[3]。
  - 9月：20周年記念事業として同月を「さっぽろ・サケ月間」とし、9月4日 - 9月26日に「第1回 さっぽろサケフェスタ」を開催する[3]。
- 2005年（平成17年）：本館展示ホールで改修工事が行われる[3]。
- 2008年（平成20年）5月4日：豊平川でのサケ稚魚放流数が1000万尾となる（※稚魚放流数はカムバックサーモン運動以降の合計）[3]。
- 2010年（平成22年）8月18日：札幌市公園緑化協会（当館の指定管理者）と酪農学園大学との間で「連携に関する協定」を締結[3]。
- 2011年（平成23年）9月10日：明仁（第125代天皇。後の上皇）が来館する[3]。
- 2014年（平成26年）11月3日：開館30周年記念フォーラム「豊平川と野生サケを考える」を札幌国際ビル国際ホールで開催[3]。
- 2015年（平成27年）1月28日：「第6回さっぽろ環境賞優秀賞受賞」を受賞[3]。

## 交通アクセス
- 札幌市営地下鉄南北線真駒内駅より、じょうてつバス。「真駒内競技場前」停留所下車、徒歩4分[4]。